# Shock Value II
Shock Value II (ili Timbaland Presents Shock Value II) je treći samostalni studijski album producenta i repera Timbalanda objavljen 4. prosinca 2009. godine od diskografske kuće Blackground Records. Album je u prvom tjednu prodan u 37.834 primjerka.

## Pozadina i suradnje
Timbaland je u srpnju 2008. godine za MTV potvrdio da radi na svom sljedećem albumu koji će pratiti njegov prethodni album Shock Value, koji je dosegao 16 platinastih certifikacija diljem svijeta. Želio je ostvariti suradnju s Jordin Sparks, Beyoncé, Rihannom, Jonas Brothers i T.I. Također je rekao da će uz T-Paina, koji će se definitivno pojaviti na albumu, i Jay Z prisustvovati. Billboard.com je izjavio da će Timbaland surađivati s prijašnjim gostima, Justinom Timberlakeom i Keri Hilson koji su se pojavili na albumu Shock Value, Nelly Furtado kojoj je producirao pjesme za album Loose, te Brandy. Ostali novi izvođači koji bi se trebali pojaviti na albumu su Daughtry, The Fray, Gucci Mane, Drake, Katy Perry, Miley Cyrus, T-Pain, Chris Brown, All-American Rejects, i Nickelback kao i SoShy koja gostuje na prvom singlu "Morning After Dark". Spomenuta je moguća suradnja D.O.E.-a, Lady Gage, Missy Elliott, Lil Waynea i Shakire.
U svrhu promocije albuma početkom 2010. godine održana je turneja Shock Value II Tour s 13 koncerata u Sjevernoj Americi.

## Singlovi
- "Morning After Dark" (featuring Nelly Furtado & SoShy), pjesma je izdana 27. listopada 2009., te je dosegla broj 61 na ljestvici Billboard Hot 100 i broj 6 na ljestvicama u Ujedinjenom Kraljevstvu.
- "Say Something" (featuring Drake), pjesma je izdana 3. studenog 2009., dok je video spot snimljen 8. prosinca 2009.
- "Carry Out" (featuring Justin Timberlake) je treći singl koji je izdan 1. prosinca 2009., te je krajem iste godine bio najviše plasiran singl albuma s brojem 31 na ljestvici Billboard Hot 100.
- "If We Ever Meet Again" (featuring Katy Perry) je drugi singl u Ujedinjenom Kraljevstvu (četvrti sveukupno) izdan 15. veljače 2010. godine.

### Ostale pjesme
- "Undertow" (featuring The Fray & Esthero), pjesma se plasirala na broj 100 ljestvice Billboard Hot 100 28. studenog 2009. godine.
- "We Belong to the Music" (featuring Miley Cyrus) i "If We Ever Meet Again" (featuring Katy Perry) su obje izdane na iTunesu kao promotivni singlovi 1. prosinca 2009. godine.

## Popis pjesama
1. "Intro" (featuring DJ Felli Fel) − 0:48
2. "Carry Out" (featuring Justin Timberlake) − 3:53
3. "Lose Control" (featuring JoJo) − 4:27
4. "Meet in tha Middle" (featuring Bran' Nu) − 4:00
5. "Say Something" (featuring Drake) − 4:00
6. "Tomorrow In the Bottle" (featuring Chad Kroeger & Sebastian) − 5:27
  - remix Sebastianove pjesme "Bottom of the Bottle" s albuma Cruel Intentions, s istim prvim stihom.[5]
7. "We Belong to the Music" (featuring Miley Cyrus) − 4:27
8. "Morning After Dark" (featuring Nelly Furtado & SoShy) − 3:51
9. "If We Ever Meet Again" (featuring Katy Perry) − 4:25
10. "Can You Feel It" (featuring Esthero & Sebastian) − 4:44
11. "Ease Off the Liquor" − 5:58
12. "Undertow" (featuring The Fray & Esthero) − 4:21
13. "Timothy Where You Been" (featuring Jet) − 4:47
  - sadrži uzorke Jetove pjesme "Timothy" s njihovog debitantskog albuma Get Born.[5]
14. "Long Way Down" (featuring Daughtry) − 4:23
15. "Marchin On (Timbo Version)" (featuring OneRepublic) − 4:11
  - remix istoimene pjesme OneRepublica s njihovog albuma Waking Up.[5]
16. "The One I Love" (featuring Keri Hilson & D.O.E.) − 4:34
  - sadrži elemente pjesme "Maniac" Michaela Sembelloa.[5]
17. "Symphony" (featuring Attitude, Bran' Nu & D.O.E.) − 4:21
  - sadrži uzorke pjesme "The Symphony" od Masta Ace, Craig G, Kool G Rap i Big Daddy Kane.[5]

Bonus pjesme (Japan)
1. "Morning After Dark (Chew Fu 2016 B-Boy Fix Remix)" (featuring Nelly Furtado & SoShy) − 5:03

Bonus pjesme (Francuska Deluxe Edition)
1. "Morning After Dark (French Version)" (featuring Nelly Furtado & SoShy) − 3:25

## Gostujući izvođači
DJ Felli Fel, Justin Timberlake, Joanna "JoJo" Levesque, Brandy "Bran' Nu" Norwood, Drake, Chad Kroeger, Sebastian, Miley Cyrus, Nelly Furtado, SoShy, Katy Perry, Esthero, The Fray, Jet, Daughtry, OneRepublic, Keri Hilson, D.O.E. i Attitude.